# Barry Melton
Barry „The Fish“ Melton (* 14. června 1947, Brooklyn, New York City, New York, USA) je americký kytarista a zpěvák. V roce 1965 byl jedním ze zakládajících členů skupiny Country Joe and the Fish. V osmdesátých letech byl členem superskupiny The Dinosaurs.